# 호유용
호유용(胡惟庸, ? ~ 1380년)은 중국 명나라 초기의 정치가. 안후이성(安徽省) 출신.
안휘성의 정원현(현재 추저우시 딩위안현) 출신이어서, 주원장(朱元璋)의 신하 이선장(李善長)과 알고 있는 사이여서, 그의 추천으로 주원장을 모시고 홍건적의 난에서 주원장과 함께 싸웠다.
호유용은 정치적으로 뛰어난 인물이며, 명나라 건국 후에 중서성의 관리로 시작하여 좌승상(左丞相)의 지위까지 출세하였다. 그러나 주원장이 거병 했을 때에 활약한 공신인 유기(劉基)를 몰아내고, 자신에게 반대하는 일파를 철저하게 탄압하고 전횡을 다했기 때문에, 주원장이 그를 멀리하게 되었다. 또 유기가 병사하자, 호유용에 의한 독살이라는 의혹이 일어나 의심이 심한 주원장은 호유용을 더 멀리하게 되고, 불신감이 심해졌다.
1380년 호유용은 북원과 일본에게 내통하여 모반을 일으키려고 기도한 죄에 의해, 홍무제에 의해서 처형되었다. 이 때, 연좌죄로 의해 호유용의 무리들이 모두 살해되었다. 이것이 유명한 홍무제 주원장의 숙청 사건의 하나인 호유용의 옥(胡惟庸─獄)이다. 이 후, 1390년에는 이선장도 호유용의 모반음모와 관계가 있다고 추궁 당하고 죽임을 당했다. 이 옥사(獄事)에 연좌(連坐)되어 처형(處刑)된 사람은 무려 3만 명에 달한다.
그러나 최근의 연구에는 호유용의 모반을 입증하는 증거는 적기 때문에 이것은 홍무제 주원장이 자신의 권력에 방해가 되는 신하를 숙청하기 위한 구실이 아닌가하는 의문이 제기되고 있다. 또 이 사건으로 중서성이 폐지되어 재상제가 폐지되면서 황제의 권력이 강화되었다. 명나라 중엽 이후 내각대학사 수보(內閣大學士 首輔)가 승상의 역할을 하였다.

## 같이 보기
- 호람의 옥